# هنیی ۱۳۶۵

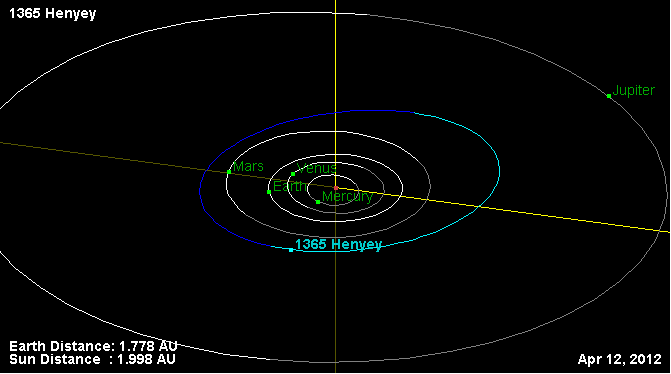
هنیی ۱۳۶۵

سیارک ۱۳۶۵ (به انگلیسی: 1365 Henyey، نامگذاری:1928RK) هزار و سیصد و شصت و پنجمین سیارک کشف شده‌است که در ۹ سپتامبر ۱۹۲۸ و در هایدلبرگ کشف شد.
قدر مطلق سیارک برابر ۱۱٫۷۰ است.